# شهرستان تیت (میسیسیپی)
|  |  |  |
|  |  |  |

شهرستان تِیت در شمال ایالت میسیسیپی، واقع در ایالات متحده آمریکا می‌باشد. جمعیت این شهرستان ۲۸٬۸۸۶ نفر (سال ۲۰۱۰) و وسعت آن ۱٬۰۶۴ کیلومتر مربع است. مرکز این شهرستان شهر سناتوبیا می‌باشد.